# Diethelm Hoffmann (Fußballspieler)
Diethelm Hoffmann (* 13. September 1953) ist ein ehemaliger deutscher Fußballspieler.
Der Mittelfeldspieler wechselte im Jahre 1972 innerhalb der zweitklassigen Regionalliga West von Preußen Münster zu Arminia Bielefeld, das gerade aus der Bundesliga abgestiegen war.  In der Sommerpause vor der Regionalligasaison 1972/73 wurde einmalig ein DFB-Ligapokal ausgetragen, bei dem Hoffmann zweimal in der Vorrunde gegen Borussia Dortmund und Werder Bremen eingesetzt wurde. In der Regionalliga-Saison 1972/73 kam Hoffmann auf fünf Spiele, in denen er eingewechselt wurde und ohne Torerfolg blieb. Die Arminia belegte in der Regionalliga am Saisonende Platz elf und Hoffmann verließ den Verein mit unbekanntem Ziel.